# Coelidia germari
Coelidia germari är en insektsart som beskrevs av Nielson 1982. Coelidia germari ingår i släktet Coelidia och familjen dvärgstritar. Inga underarter finns listade i Catalogue of Life.